# Stadsholmen
Stadsholmen è un'isola situata nel centro della città di Stoccolma, in Svezia. Insieme agli isolotti di Riddarholmen e Helgeandsholmen forma la cosiddetta Gamla stan, la vecchia città di Stoccolma.

## Descrizione

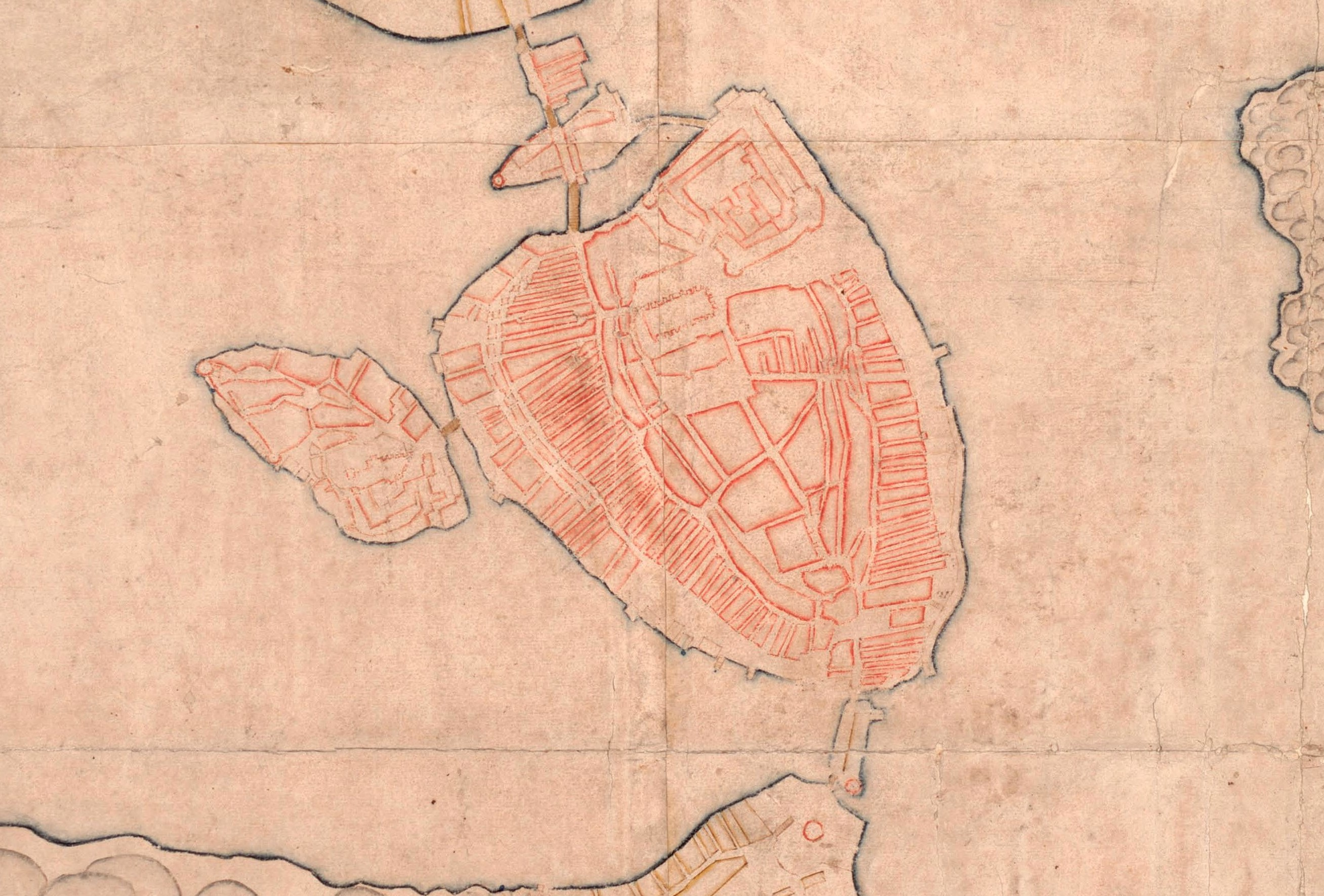
Mappa di Stadsholmen prima del 1547

Il nome Stadsholmen significa letteralmente l'isola della città, essendo il luogo in cui si trova il Palazzo Reale di Stoccolma. Il nome Gamla stan può anche riferirsi a quest'isola, dal momento che Stadsholmen, essendo un nome storico, è usato raramente per via orale oggi.
La dimensione dell'isola è di circa 700x650 metri quadrati, che è una superficie di circa 33 ettari. La linea di costa è lunga circa 2200 metri.
È collegato alla terraferma da diversi ponti:
- Strömbron e Vasabron, che lo collegano a Norrmalm
- Norrbro e Stallbron, che lo collegano a Helgeandsholmen
- Slussbroarna, Södra Järnvägsbron e Centralbron, che la collegano a Södermalm
- Riddarholmsbron, che la collega a Riddarholmen
- Norra Järnvägsbron, che la collega a Tegelbacken